# Trinity Bay
Trinity Bay è una larga baia sulle coste nord-orientali di Terranova nella provincia canadese di Terranova e Labrador.
Le maggiori comunità dedite alla pesca comprendono Trinity e Heart's Content.
Trinity Bay è famosa perché il 24 settembre 1877 vi fu trovato un raro esemplare di calamaro gigante.